# おかあさんの顔
「おかあさんの顔」（おかあさんのかお）は、日本の楽曲。作詞：やなせたかし、作曲：藤家虹二、歌：ボニージャックス。

## 概要
1968年12月、NHKの『みんなのうた』で紹介、『それいけ!アンパンマン』で知られる童画家にして作家のやなせたかしが手掛けた歌で、母親を雲や海や山に例え、ほのぼのと歌った楽曲。映像はモノクロで、やなせ自らアニメーションを手掛けているが、やなせが『みんなのうた』で、自作の歌に自作のアニメーションを載せるのは、1962年2月放送の「手のひらを太陽に」以来6年ぶりにして最後。映像では歌詞に合わせて、雲や木や山が描かれているうちに、やがて母親の上半身に変わっていく様子を描かれた。
衛星第2テレビの『なつかしのみんなのうた』で、2006年8月30日・同年12月24日・2007年1月2日の3回に渡って放送されたきりで、地上波では長期に渡って再放送はされなかったが、2011年10月に43年弱ぶりに再放送された。
なお作曲の藤家虹二は、再放送継続中の2011年10月24日に逝去、ちょうどこの日は本曲がNHK EテレやNHK第2で放送されている日であった。